# Piazzale Michelangelo

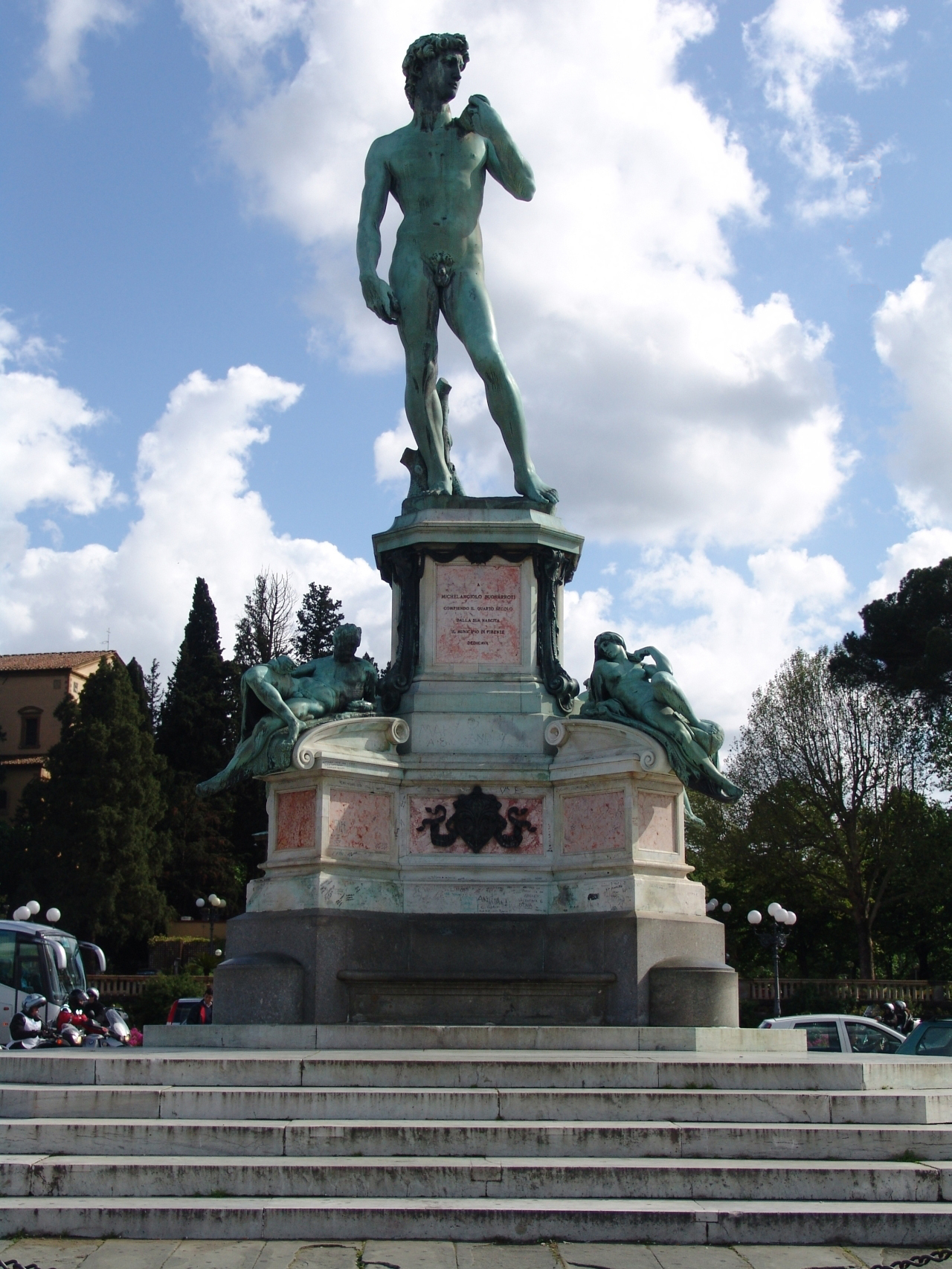
Die Kopie des David in der Mitte des Platzes

Der Piazzale Michelangelo ist ein Aussichtsplatz in der toskanischen Metropole Florenz, welcher vor allem für die Aussicht auf die Stadt bekannt ist. Er wurde 1865 nach den Plänen des Architekten und Stadtplaners Giuseppe Poggi geschaffen. Florenz war damals kurzfristig die Hauptstadt Italiens und in diesem Zusammenhang kam es zu ehrgeizigen Bau- und „Sanierungs“-Projekten nach Vorbild des Umbaus von Paris durch Georges-Eugène Haussmann, die bis an die Jahrhundertwende von 1900 weiter wirkten. Es wurden die Uferstraßen entlang des Arno geschaffen, die heutige Piazza della Repubblica und als eine der ersten Maßnahmen, eine acht Kilometer lange Aussichtsstraße auf den Hügel von San Miniato, genannt Viale dei Colli, als deren Zentrum und Höhepunkt Poggi den Piazzale Michelangelo konzipierte. Von Poggi stammt auch der Pavillon im klassizistischen Stil im Hintergrund des Platzes, der zuerst als Michelangelo-Museum dienen sollte, nach einigen Jahren aber in ein Panoramarestaurant umfunktioniert wurde.
Bronzekopien einiger Werke Michelangelos, etwa des David und der vier Allegorien der Mediceerkapellen von San Lorenzo schmücken den Platz.
Vom Piazzale aus blickt man aufs Zentrum von Florenz, vom Forte Belvedere und der Kirche Santa Croce über den Ponte Vecchio, den Dom, den Palazzo Vecchio, den Bargello bis hin zu den Hügeln am Nordrand der Stadt, etwa jenen von Fiesole.
Der weitläufige Platz ist ein zentraler Punkt für den Bustourismus und gut an den städtischen Busverkehr angebunden.

Panoramablick vom Piazzale Michelangelo

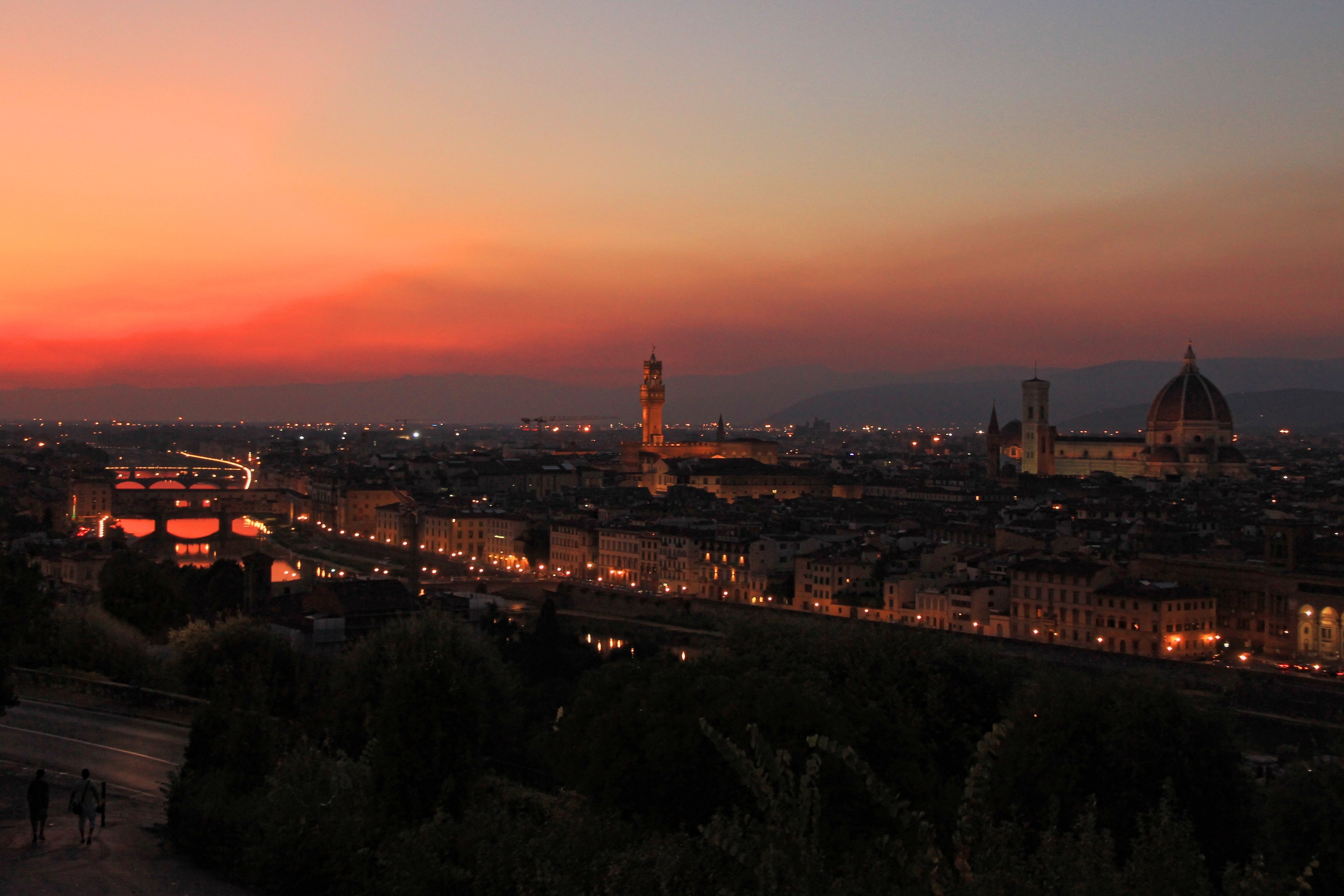
Nachtansicht von Florenz vom Piazzale Michelangelo